# Phanotea orestria
Phanotea orestria là một loài nhện trong họ Zoropsidae.
Loài này thuộc chi Phanotea. Phanotea orestria được Charles E. Griswold miêu tả năm 1994.